# 市原市立里見小学校
市原市立里見小学校（いちはらしりつ さとみしょうがっこう）は、千葉県市原市徳氏にかつて存在した公立小学校。2013年（平成25年）3月31日をもって閉校した。

## 概要
市原市南部の加茂地区に位置する。大正時代に開校した歴史のある小学校であったが、児童数減少によって地区内の全ての小学校が統合して市原市立加茂小学校が開校することに伴って閉校した。創立100周年まであと数ヶ月の時点での閉校であった。校門付近に水車が設置されている珍しい小学校である。

## 沿革

### 概歴
1873年（明治6年）に開校した田淵尋常小学校と、1874年（明治7年）に開校した飯給尋常小学校が統合して、1913年（大正2年）に里見村立里見尋常小学校として開校した。その後1年間仮校舎での授業を行なってきたが、1914年（大正4年）末に新校舎の建築が現在地にて始まり、翌1915年（大正4年）に完成して新校舎での授業を開始している。1941年（昭和16年）には国民学校令の公布により里見国民学校へと改称した。戦後の1947年（昭和22年）、学校教育法が施行されて里見村立里見小学校へと改称されると、市町村合併によって1954年（昭和29年）に加茂村立里見小学校、1967年（昭和42年）に市原市立里見小学校に改称している。1969年（昭和44年）には鉄筋コンクリート造の新校舎が完成した。2007年（平成19年）には児童数がゼロとなった市原市立月出小学校を併合している。その後、児童数の減少が進んで2013年（平成25年）3月31日に翌日から市原市立加茂小学校に統合されるため、創立100周年を迎える直前で閉校した。

### 年表
開校してから閉校するまでの年表は以下の通りである。
- 1873年（明治6年）11月16日 - 田淵小学校が開校。
- 1874年（明治7年） - 西飯給小学校が開校。
- 1875年（明治8年）8月 - 東飯給小学校が開校。
- 1881年（明治14年）9月28日 - 東飯給小学校と西飯給小学校が統合して飯給小学校となる。
- 1913年（大正2年）3月20日 - 飯給尋常小学校が田淵小学校を統合。同時に新設校扱いとなり、里見村立里見尋常小学校として開校。
- 1914年（大正3年） - 現在地に校舎造成開始。
- 1915年（大正4年） - 校舎完成。
- 1941年（昭和16年）4月1日 - 里見国民学校に改称。
- 1947年（昭和22年）4月1日 - 里見村立里見小学校に改称。
- 1954年（昭和29年）11月15日 - 加茂村立里見小学校に改称。
- 1958年（昭和33年） - 増築校舎完成。
- 1962年（昭和37年） - 講堂完成。
- 1967年（昭和42年）10月1日 - 市原市立里見小学校に改称。
- 1969年（昭和44年） - RC造新校舎完成。校歌・校章制定。
- 1989年（平成元年） - 上総のぼりを利用したビオトープ完成。
- 2006年（平成18年）4月1日 - 2学期制開始。
- 2007年（平成19年）4月1日 - 市原市立月出小学校併合。
- 2013年（平成25年）
  - 3月23日 - 閉校式典
  - 3月31日 - 閉校。

## 校則

### 校章
漢字の「目」を崩したようなイラストの周囲にオリーブの葉を飾ったデザイン。

### 校歌
校歌についての情報は以下の通りである。
- 作詞：斎藤嘉一

## 年間行事
例年の年間行事は以下の通りである。
| 4月  | 1学期始業式、入学式、いきいき市原ワンデーマーチ                          |
| 5月  | 春の俳句投稿日、運動会、バザー                                           |
| 6月  | エコ作戦、貯金日、4年生合同社会科見学、4・5・6年生宿泊学習（1泊2日）     |
| 7月  | 地区水泳大会                                                             |
| 8月  | 加茂地区ミニ集会                                                         |
| 9月  | 3年生合同社会科見学、1・2年生合同社会科見学、市陸上大会                  |
| 10月 | 1学期終業式、2学期始業式、6年生修学旅行（1泊2日）、加茂中文歌祭          |
| 11月 | 小学校音楽発表会、小学校サッカー大会、秋の俳句投稿日、小学校ミニバス大会 |
| 12月 | 6年生合同社会科見学、5年生地区合同学習                                   |
| 1月  | エコ作戦                                                                 |
| 2月  | 豆まき集会、縄跳び集会、6年生を送る会                                    |
| 3月  | 6年会食会、卒業式、修了式                                                |

## 通学区域
閉校直前の2012年（平成24年）4月1日には以下の町丁字とその範囲を通学区域として指定していた。
- 平野
- 大戸
- 飯給
- 万田野
- 柿木台
- 徳氏
- 田淵
- 田淵旧日竹
- 月出

## 通学区域内施設
通学区域内の主な施設は以下の通りである。
- 市原市役所加茂支所
- 市原市消防局南総消防署加茂分署
- 市原市市民の森
- 市原市立加茂小学校（閉校時点では未開校）
- 市原市立加茂中学校
- 里見駅
- 飯給駅
- 旧月出小学校跡（月出工舎）
- 養老川流域田淵の地磁気逆転地層（天然記念物・閉校時点では未指定）
- チバニアンビジターセンター（閉校時点では未設置）
- 加茂ゴルフクラブ
- 与一郎桜
- 里見砂利山線跡
- 大戸の養老川船卸し場
- 柿木台第一トンネル
- 柿木台第二トンネル
- 月崎トンネル
- 浦白川のドンドン

## 中学校区
1947年4月1日 - 1954年1月14日
- 里見村立里見中学校

1954年1月15日 - 1965年3月31日
- 加茂村立里見中学校

1965年4月1日 - 1967年9月30日
- 加茂村立加茂中学校

1967年10月1日 - 2013年3月31日
- 市原市立加茂中学校

## アクセス
- 飯給駅から徒歩20分